# باتريسيو مالدونادو
باتريسيو مالدونادو (بالإسبانية: Patricio Maldonado)‏ هو لاعب كرة قدم ومدرب كرة قدم تشيلي، ولد في 25 مارس 1985 في سانتياغو في تشيلي. لعب مع كولو-كولو.

## وصلات خارجية
- باتريسيو مالدونادو على موقع قاعدة بيانات كرة القدم.إي يو (الإنجليزية)
- باتريسيو مالدونادو على موقع Soccerway.com (الإنجليزية)